# Pokémon Legends: Z-A
Pokémon Legends: Z-A — будущая японская ролевая игра, разработанная студией Game Freak при поддержке издательств Nintendo и The Pokémon Company для консолей Nintendo Switch и Nintendo Switch 2. Проект является частью девятого поколения видеоигр серии Pokémon (и представляет собой продолжение Pokémon X and Y (2013)). Действие игры разворачивается в Люмиос-Сити, вдохновлённом Парижем. Legends: Z-A — это вторая игра серии Pokémon Legends, следующая за Legends: Arceus (2022). Релиз проекта запланирован на 16 октября 2025 года на Nintendo Switch и Nintendo Switch 2.

## Сюжет
Действие игры будет происходить в регионе Калос, вдохновлённом Францией и впервые фигурировавшем в Pokémon X и Y (2013). Сюжет разворачивается во время ревитализации Люмиос-Сити — вымышленного города, вдохновлённого Парижем, компанией Quasartico, Inc.. Действие игры будет происходить исключительно в городе Люмиос-Сити, где покемоны сосуществуют с людьми в местах, известных как Дикие зоны (англ. Wild Zones). В ночные часы Дикие зоны становятся местами сражений, где бродят тренеры, которые могут вызывать игрока на бой между покемонами и быть вызванными им самим. Цель игрока — перейти с ранга Z на ранг A с помощью сражений с определенными тренерами. По ходу сюжета игрок сможет заполучить легендарного покемона Зайгарда.

## Игровой процесс
В начале игры доступны три стартовых покемона: Чикорита, Тотодайл и Тепиг. В отличие от предыдущих игр серии Pokémon, в которых бои были пошаговыми, в Legends: Z-A сражения проходят в реальном времени — учитывается расположение персонажа, его покемонов, а также тайминг использования приёмов, во время боя покемоны могут перемещаться и уклоняться от атак. Среди нововведений — возможность первым вступать в бой с тренерами, которые бродят по Люмиос-Сити ночью. В игре есть побочные квесты, за выполнение которых начисляются очки для участия в ранговых боях (их также можно получить за победу над другими тренерами).

## Разработка
Pokémon Legends: Z-A была анонсирована 27 февраля 2024 года во время презентации Pokémon Presents. Проект является сиквелом Pokémon Legends: Arceus (2022). В трейлере было подтверждено возвращение механики Мегаэволюции, которая впервые была представлена в Pokémon X и Y (2013). Во время следующей презентации, состоявшейся 27 февраля 2025 года, было показано второе видео, в котором появилась более подробная информации о сюжете и элементах геймплея, а также обновленное окно релиза «конец 2025 года». 2 апреля 2025 года, во время мероприятия Nintendo Direct, было подтверждено, что Pokémon Legends: Z-A получит специальную, обновлённую версию для консоли Nintendo Switch 2 наряду со многими другими играми для оригинальной Nintendo Switch.